# 서울강동초등학교
서울강동초등학교(서울江東初等學校)는 대한민국 서울특별시 강동구 천호동에 위치한 공립 초등학교이다.

## 연혁
- 1976년 8월 18일: 서울암사국민학교로 설립 인가
- 1977년 2월 14일: 서울강동국민학교로 교명 변경
- 1977년 5월 4일: 서울강동국민학교 개교
- 1996년 3월 1일: 서울강동초등학교로 교명 개칭
- 1997년12월30일: 서울시교육청 환경교육 우수학교 표창
- 2002년12월27일: 서울시교육청 교육과정 우수학교 표창(교육감)
- 2007년 3월 5일: 서울시교육청 교원능력개발평가 선도학교 지정
- 2007년12월30일: 강동교육청 학교경영 우수학교 표창
- 2008년11월 6일: 강동교육청 영어 동아리 한마당 최우수교 선정
- 2008년12월31일: 기본이 바로 된 어린이 실천 우수교 표창(서울시교육감)
- 2009년 3월 1일: 서울특별시교육청 지정「좋은학교만들기자원학교」선정
- 2009년 9월 1일: 제10대 박상태 교장 부임
- 2009년12월31일: 강동교육청「강동클린 교육」우수학교 표창
- 2010년 3월 1일: 강동교육청 과학영재학급 지정
- 2010년12월31일: 과학교육 우수학교 표창(교육장)
- 2010년12월31일: 초등교육실행방안 우수사례 표창(서울시교육감)
- 2010년12월31일: 좋은학교 만들기 자원학교 연차평가 우수학교 표창(서울시교육감)
- 2012년12월31일: 과학교육 우수학교 교육장상 수상
- 2013년 9월 1일: 제11대 양동두 교장 부임
- 2013년12월31일: 학교보건교육 우수학교 서울특별시 교육감상 수상
- 2014년12월31일: 생활교육 우수학교 서울특별시 교육감 수상
- 2014년12월31일: 학교급식 우수학교 서울특별시 교육감 수상
- 2014년12월31일: 교육복지특별지원사업 우수학교 교육장 수상
- 2015년12월31일: 어울림학교 우수학교 교육부장관상 수상
- 2019년 3월 1일: 제12대 강혜숙 교장 부임
- 2027년 5월 4일: 개교 50주년

## 참고 자료
- 서울강동초등학교 - 한국교육학술정보원 학교알리미